# All England 1950
Die All England 1950 im Badminton fanden vom 1. bis zum 4. März 1950 in London statt. Sie waren die 40. Auflage dieser Veranstaltung. Austragungsort war zum ersten Mal die Empress Hall.

## Austragungsort
- Empress Hall, Earls Court

## Finalresultate
| Disziplin    | Sieger                         | Finalist                             | Ergebnis          |
| ------------ | ------------------------------ | ------------------------------------ | ----------------- |
| Herreneinzel | Wong Peng Soon                 | Poul Holm                            | 15–7, 15–10       |
| Dameneinzel  | Tonny Ahm                      | Aase Schiøtt Jacobsen                | 11–4, 11–6        |
| Herrendoppel | Jørn Skaarup Preben Dabelsteen | Poul Holm Børge Frederiksen          | 9–15, 15–2, 15–12 |
| Damendoppel  | Tonny Ahm Kirsten Thorndahl    | Betty Uber Queenie Allen             | 16–17, 15–5, 15–8 |
| Mixed        | Poul Holm Tonny Ahm            | Jørn Skaarup Birgit Rostgaard-Frøhne | 15–3, 15–4        |